# Vukovar-Srijem
Vukovar-Srijem (Kroatisch: Vukovarsko-srijemska županija) is de oostelijkste Kroatische provincie. Tot deze provincie behoren de zuidoostelijke delen van Slavonië, westelijke delen van Srijem en de lagere waterbekken van de rivier de Sava (Posavina).
Het administratieve centrum is Vukovar; andere steden zijn Vinkovci, Županja en Ilok.

## Bestuurlijke indeling
De provincie Vukovar-Srijem is onderverdeeld in:
- De provinciehoofdstad Vukovar
- De stad Vinkovci
- De stad Županja
- De stad Ilok
- De gemeente Andrijaševci
- De gemeente Babina Greda
- De gemeente Bogdanovci
- De gemeente Borovo
- De gemeente Bošnjaci
- De gemeente Cerna
- De gemeente Drenovci
- De gemeente Gradište
- De gemeente Gunja
- De gemeente Ivankovo
- De gemeente Jarmina
- De gemeente Lovas
- De gemeente Markušica
- De gemeente Negoslavci
- De gemeente Nijemci
- De gemeente Nuštar
- De gemeente Otok
- De gemeente Privlaka
- De gemeente Stari Jankovci
- De gemeente Stari Mikanovci
- De gemeente Tompojevci
- De gemeente Tordinci
- De gemeente Tovarnik
- De gemeente Trpinja
- De gemeente Vođinci
- De gemeente Vrbanja

## Provinciale regering
Huidige leiderschap:
- Župan (prefect): Ivan Bosančić (HDZ)
- Dožupan: Darko Dimić (DP)
- Dožupan: Jovan Jeremić (SDSS)

De provinciale assemblee bestaat uit 41 vertegenwoordigers, met als voorzitter Mato Stojanović (HSLS), en is samengesteld uit de volgende politieke partijen:
- Kroatisch Democratische Unie (HDZ): 14
- HSS-SDP-HNS-SBHS: 12
  - Kroatische Boerenpartij (HSS)
  - Sociaaldemocratische Partij van Kroatië (SDP)
  - Kroatische Volkspartij (HNS)
  - Kroatische Partij Slavonië-Baranja (SBHS)
- Onafhankelijke Democratische Servische Partij (SDSS): 6
- Kroatische Partij van Rechten (HSP): 3
- Kroatische Sociaal Liberale Partij (HSLS): 3
- Democratisch Centrum (DC): 3

Gebaseerd op de verkiezingsuitkomsten van 2005.